# Allura, Homnabad
Allura là một làng thuộc tehsil Homnabad, huyện Bidar, bang Karnataka, Ấn Độ.